# Tiruttani
Tiruttani (Tamil: திருத்தணி Tiruttaṇi [ˈt̪iɾɯt̪ːəɳi]; auch Thiruttani, Thiruthani) ist eine Stadt im indischen Bundesstaat Tamil Nadu mit rund 45.000 Einwohnern (Volkszählung 2011). Tiruttani ist ein wichtiger Wallfahrtsort des in Tamil Nadu populären Hindu-Gottes Murugan.

## Geografie
Tiruttani liegt im Distrikt Tiruvallur im äußersten Norden Tamil Nadus inmitten von hügeligem Terrain unweit der Grenze zum Nachbarbundesstaat Andhra Pradesh. Die Stadt ist Hauptort des Taluks Tiruttani im Distrikt Tiruvallur. Tiruttani liegt 85 Kilometer westlich von Chennai (Madras) und 40 Kilometer westlich der Distrikthauptstadt Tiruvallur. Zur Grenze nach Andhra Pradesh sind es nur 10 Kilometer.
Durch Tiruttani führt die nationale Fernstraße NH 716 von Chennai nach Tirupati. Der Bahnhof von Tiruttani ist Endpunkt der westlichen Linie der Chennaier Vorortbahn.

## Bevölkerung
92 Prozent der Einwohner Tiruttanis sind Hindus, 6 Prozent sind Muslime und 2 Prozent Christen. Die Hauptsprache ist, wie in ganz Tamil Nadu, das Tamil, das von 75 Prozent der Bevölkerung als Muttersprache gesprochen wird. 22 Prozent sprechen Telugu und 3 Prozent Urdu.

## Geschichte
Während der britischen Kolonialzeit gehörte Tiruttani zum Distrikt Chittoor der Provinz Madras. Nach der indischen Unabhängigkeit kam Tiruttani 1953 mitsamt dem Distrikt Chittoor zu dem aus dem telugusprachigen Nordteil des Bundesstaates Madras neugegründeten Bundesstaat Andhra (ab 1956 Andhra Pradesh). Wegen seiner überwiegend tamilischen Bevölkerung und der Bedeutung des Murugan-Tempels von Tiruttani für die Tamilen wurde der Taluk Tiruttani 1960 dem mittlerweile nach den Sprachgrenzen des Tamil neuformierten Bundesstaat Madras (1969 umbenannt in Tamil Nadu) zugeschlagen.

## Religiöse Bedeutung

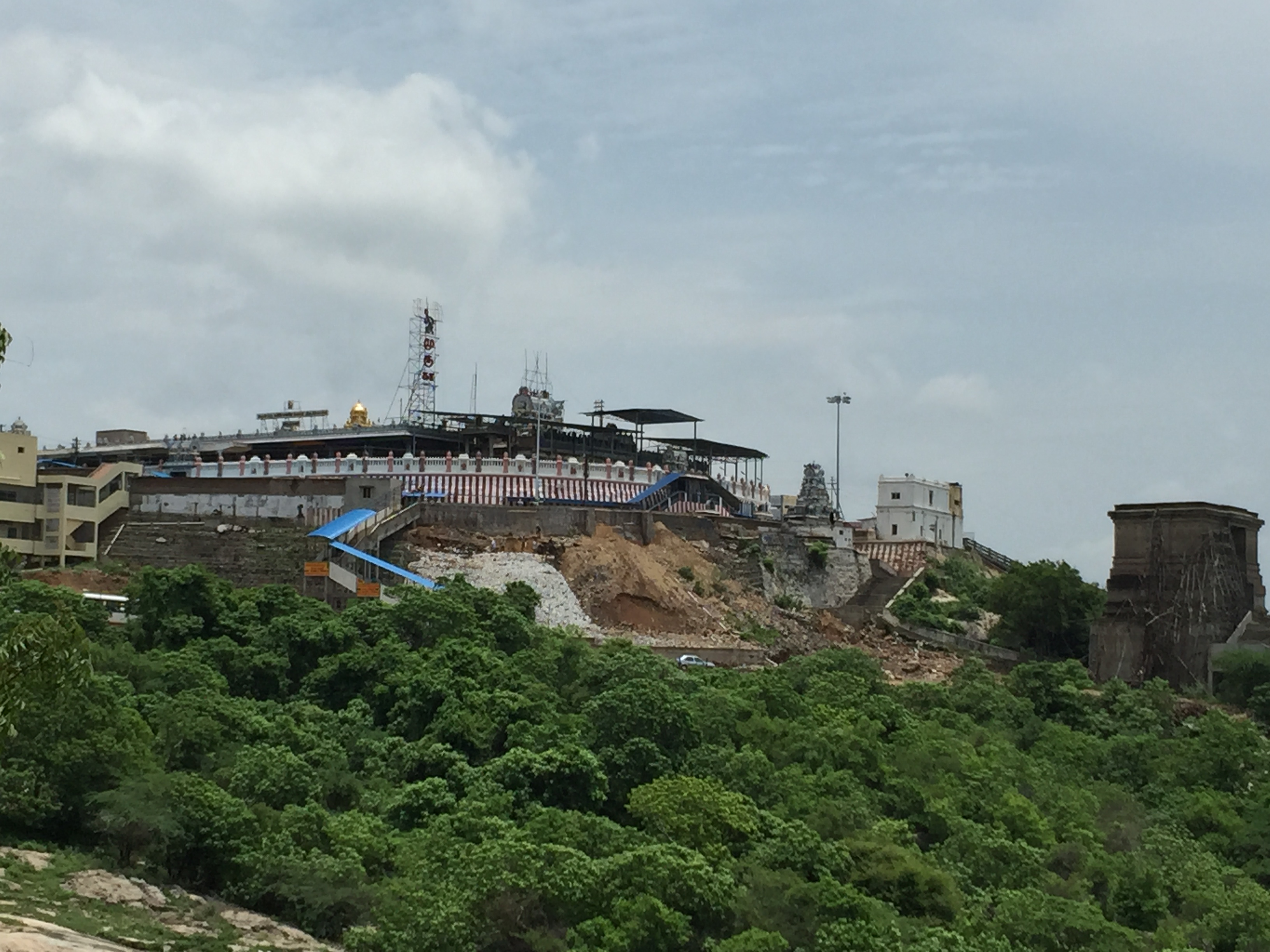
Der Murugan-Tempel von Tiruttani

In Tiruttani befindet sich auf einem gut 200 Meter hohen Felsen der Subramaniyaswamy-Tempel, ein wichtiges Heiligtum des Hindu-Gottes Murugan (Skanda). Während dieser Gott in der Glaubenspraxis Nordindiens praktisch keine Rolle spielt, gehört er unter dem Namen Murugan unter den Tamilen zu den populärsten Gottheiten. Tiruttani ist einer von sechs Wallfahrtsorten (Arupadaividu) in Tamil Nadu, die Murugan geweiht sind. Die sechs Wallfahrtsorte werden mit jeweils unterschiedlichen Aspekten der Mythologie Murugans assoziiert. Tiruttani ist dem Mythos nach der Ort, an den sich Murugan nach seiner Hochzeit mit seiner Gefährtin Valli zurückzog.
Die wichtigsten Tempelfeste in Tiruttani sind das Adi-Krittigai-Fest, das alljährlich im Tamil-Monat Adi (Juli/August) gefeiert sind, sowie ein Fest am 31. Dezember, an dem die Gläubigen die 365 Stufen zum Tempel erklimmen und auf jeder von ihnen ein Licht anzünden, um für das neue Jahr gesegnet zu werden. Als einer der sechs Murugan-Wallfahrtsorte zieht Tiruttani große Zahlen von Pilgern an. So strömten Presseberichten zufolge 2011 mehr als 100.000 Pilger zum Adi-Krittigai-Fest nach Tiruttani.